# Schwarze Panther
Schwarze Panther ist ein deutscher Spielfilm der DEFA von Josef Mach aus dem Jahr 1966. Neben 1-2-3 Corona, Carola Lamberti – Eine vom Zirkus und Alarm im Zirkus zählt er zu den wenigen Zirkusfilmen der DEFA.

## Handlung
Martina Carvelli arbeitet im Zirkus Orion gemeinsam mit ihrem Vater am Perch. Es stellt sich heraus, dass sie nicht schwindelfrei ist und daher die artistischen Übungen nicht mehr vorführen kann. Nur schwer akzeptiert ihr Vater, dass die gemeinsame Karriere mit seiner Tochter nicht möglich ist. In Christina findet er jedoch artistischen Ersatz für Martina und bald die große Liebe.
Martina sucht unterdessen ein neues Arbeitsfeld im Zirkus. Sie arbeitet als Platzanweiserin und Mädchen für alles, ist jedoch mit ihrem Leben nicht zufrieden. Eines Tages kommen zehn schwarze Panther als neue Attraktion zum Zirkus. Die Tiere werden von Raubtierpfleger Paul trainiert und von Dompteur Dittrich vor Publikum gezeigt. Martina will ebenfalls mit den Panthern arbeiten. Dittrich, der sich in sie verliebt hat, unterbindet dies, weiß er doch, wie es ist, wenn die Tiere unvermittelt angreifen. Als Paul sie mit in den Käfig zum Trainieren nimmt, reagiert Dittrich unbeherrscht.
Martina erhält als Pausenfüller eine kleine Clownsnummer, die zwar erfolgreich ist, sie aber nicht mit Tieren arbeiten lässt. Heimlich übt sie mit einem der neuen Panther, der bald Vertrauen zu ihr fasst. Weil sie jedoch keine Chance hat, offiziell mit Tieren zu arbeiten, bewirbt sie sich bei einem Zoo, wo sie sich als Tierpflegerin ausbilden lassen will. Sie wird angenommen.
Ihr letzter Tag im Zirkus bringt viele Abschiede mit sich. Gerade sind Seelöwen als neue Attraktion für die nächste Saison eingetroffen. Ein letztes Mal absolviert Martina ihre Clownsnummer und schaut heimlich Dittrichs Panther-Dressur zu. Die verläuft anders als geplant: Da Dittrich nervös ist, weil er Martina nicht finden und sich von ihr verabschieden konnte, hat er den zusätzlichen Assistenten Paul auf die Suche nach Martina geschickt. Als die Panther Dittrichs Nervosität spüren, werden sie aggressiv und drohen, Dittrich anzugreifen. Martina steigt in die Zirkusmanege und kann die Tiere beruhigen. Der Rest der Vorstellung verläuft nach Plan. Der Zirkusdirektor hat Martinas Talent erkannt und will sie beim Zirkus halten. Er bietet ihr an, die Seelöwen von Beginn an zu trainieren und mit ihnen eine Zirkusnummer einzuüben. Martina nimmt das Angebot an. Sie kehrt zu Dittrich zurück und beide fallen sich in die Arme.

## Produktion
Schwarze Panther wurde mit bekannten Artisten der 1960er-Jahre gedreht. Neben den Clowns Jule und Bubi, verkörpert von den Artisten Julius und August Ehmke, sind Hanno Coldams schwarze Panther zu sehen, die damals weltbekannt waren. Coldam selbst tritt in seiner populären Nummer „Rasierlöwen“ als Clown mit einem Löwen auf.
Schwarze Panther erlebte am 5. August 1966 seine Premiere und lief am 7. Oktober 1967 erstmals auf DFF 1 im Fernsehen. Im Jahr 2007 wurde der Film innerhalb der Reihe Zirkus Zirkus – Die Welt der Manege von Icestorm auf DVD veröffentlicht.

## Kritik
Der Filmspiegel lobte die artistischen Aufführungen als „zutreffend fotografiert“, während andere Kritiker die Klischeehaftigkeit des Films kritisierten.
Für das Lexikon des internationalen Films war Schwarze Panther ein „[d]ürftig inszenierter Zirkusfilm, in dem allein die artistischen Einlagen ein befriedigendes Niveau erreichen.“
Cinema nannte den Film einen „Fernsehzirkus ohne große Glanznummern“.